# Verdeutschung
Verdeutschung (Verb: verdeutschen) bezeichnet das Einbeziehen eines fremden Objekts in die Kultur des deutschen Sprachraums.

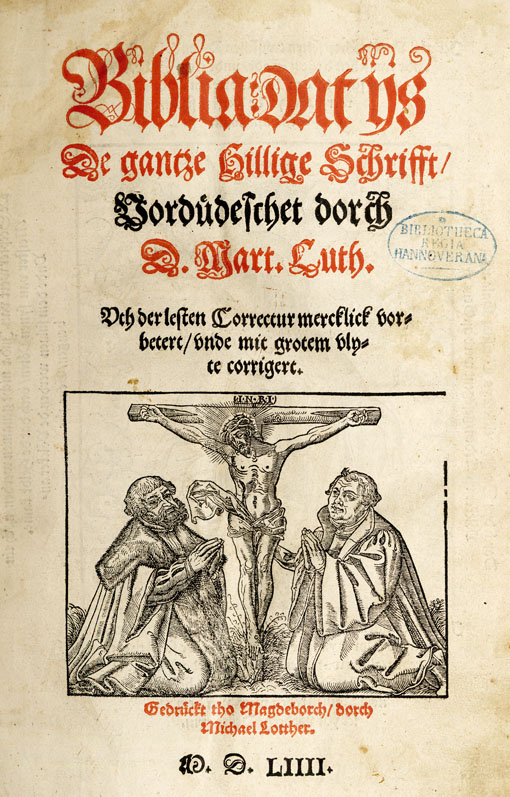
Verdeutschung im 16. Jahrhundert: Biblia: Dat ys De gantze Hillige Schrifft / Vordüdeschet dorch D. Mart. Luth.

## Sprachlicher Aspekt
Mit dem deutschen Renaissancehumanismus bedeutete die Verdeutschung zunächst die allgemeine deutsche Übersetzung von Texten aus den klassischen Sprachen. Der Begriff wurde im 16. Jahrhundert populär durch den Buchtitel von Luthers Bibelübersetzung ins Deutsche (Biblia: Dat ys De gantze Hillige Schrifft / Vordüdeschet dorch D. Mart. Luth.).
Im 17. Jahrhundert erfand Philipp von Zesen zahlreiche noch heute gebräuchliche Verdeutschungen. Joachim Heinrich Campe entwickelte im 18./19. Jahrhundert ebenfalls eine ganze Reihe erfolgreicher Verdeutschungsvorschläge. Im 20. Jahrhundert suchte Martin Buber mit seinem Bibelübersetzungprojekt Die Schrift. Verdeutscht. einen Kontrapunkt zur allgemeinen Übersetzungspraxis, indem er durch Festhalten an inneren Sprachstrukturen des Hebräischen als fremder Sprache auch im Deutschen das besondere und zu respektierende einer heiligen Schrift eine deutsche Fassung eigenen Charakters nachschuf.
Sprachwissenschaftlich versteht man unter Verdeutschen das bewusste Ersetzen von Fremdwörtern durch inhaltlich entsprechende deutsche Begriffe bzw. Begriffskombinationen oder Lehnübersetzungen in der deutschen Umgangssprache. Dieses erfolgt im Spannungsfeld zwischen Sprachpurismus und sprachlicher Überfremdung. Hinsichtlich der heutigen deutschen Sprachentwicklung bemühen sich Sprachpflegevereine um die Verdeutschung von Anglizismen. Der ähnliche Begriff Eindeutschung bezeichnet hingegen die Angleichung der Schreibung von Fremdwörtern an die deutsche Laut-Buchstaben-Zuordnung.

## Soziokultureller Aspekt
Der Begriff wird ebenfalls im soziokulturellen Bereich verwendet, wenn es um die Unterwerfung (Germanisierung) fremder Gebiete und Bevölkerungen unter die deutsche Kultur geht, der Zwangsassimilierung.